# Manuel María Paz
Manuel María Paz Delgado (Almaguer, 6 de julho de 1820 — Bogotá, 16 de setembro de 1902) foi um militar, cartógrafo, desenhador e pintor colombiano.

## Biografia
Nascido a 6 de julho de 1820 no município colombiano de Almaguer, Cauca, os seus pais eram Domingo de Paz e Baltazara Delgado, e seus irmãos José Miguel de Paz e Carmen de Paz. Após estudar letras em Almaguer, mudou-se posteriormente para Popayán para servir como soldado na Guarda Nacional, onde juntou-se no dia 29 de dezembro de 1839.

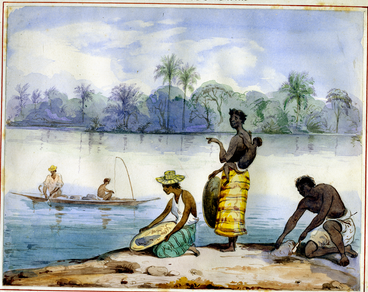
Aguarela Modo de lavar ouro (bateia, 1853)

Participou como soldado raso em várias guerras civis ocorridas na República de Nova Granada. Ascendeu à patente de coronel em 1848. Junto com sua carreira militar, ele também desenvolveu sua carreira como pintor e cartógrafo, onde em 1848 participou da exposição artística com a obra "Mesa Revuelta", que foi admirada pelo júri de qualificação.

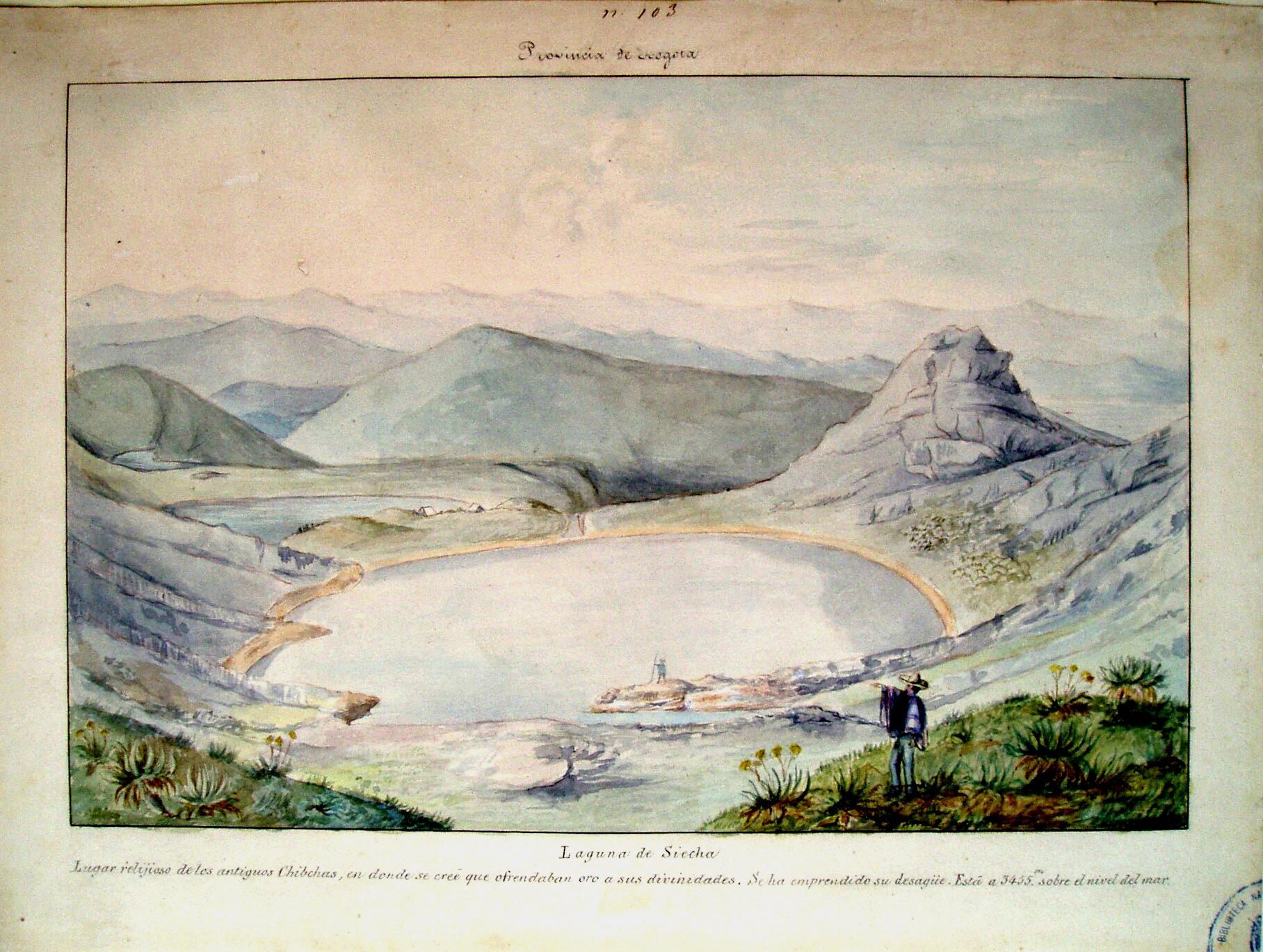
Lâmina das lagoas de Siecha (1855), realizada por Manuel María Paz durante a comissão.

Em 1852 casou-se com Felisa Castro, com quem teve seis filhos, José Domingo, Felisa, Francisco, María, Ana María e Julián. Em 1853 ingressou na Comissão Corográfica, onde foi desenhador com Henry Price, que teve de retirar-se posteriormente por razões de saúde.
Entre 1853 e 1858 pintou cento e vinte sete lâminas que serviram tanto para ilustrar as obras da comissão e as outras sob os auspícios de Agustín Codazzi que foram publicadas separadamente. María Paz ajudou também na realização de mapas das diferentes regiões do país.
A morte de Codazzi em 1859 nos seus braços impediu completamente o trabalho da comissão. Tomás Cipriano de Mosquera, para evitar que o seu trabalho fosse perdido, assinou um contrato com María Paz e Manuel Ponce de León a conclusão e publicação da obra realizada sob a direção do general Codazzi. Como resultado deste esforço, surgiu em 1865 o Atlas de los Estados Unidos de Colombia e em 1889 o Atlas Geográfico e Histórico de la República de Colombia. Pelo trabalho realizado neste último, a Sociedade Geográfica de Paris o admitiu como membro no dia 6 de dezembro de 1889.
Entre as publicações destas obras, também participou de várias exposições artísticas, como em 1871, por ocasião da celebração dos feriados nacionais, e em 1883, como parte das celebrações do nascimento de Simón Bolívar.
Manue María Paz Delgado morreu a 16 de setembro de 1902 na paróquia de San Victorino, em Bogotá.

## Obras
- Atlas de los Estados Unidos de Colombia (1865). Coeditado com Manuel Ponce de León.
- Atlas Geográfico e Histórico de la República de Colombia (1889). Coeditado com Felipe Pérez Manosalva.
- Carta del territorio de los chibchas (1894).
- Diccionario Geográfico Estadístico Histórico de la Nueva Granada.
- Itinerario general de las distancias que existen en la capital de los Estados Unidos de Colombia a las diferentes poblaciones de cada uno de los estados (1870).
- Láminas de la Comisión Corográfica (1853-1858).
- Mapa Económico de la República de Colombia.
- Mapa General de Colombia y los particulares de los Estados (1873).
- Primer Itinerario de Distancias de la República de Colombia.
- Libreta de apuntes (2011). Edição fac-similar da obra que contém os esboços desenhados durante as VII e VIII expedições da Comissão Corográfica. Publicada pela Universidade de Caldas e a Universidade EAFIT.